# چاه پالیز (بجستان)
چاه پالیز، روستایی از توابع بخش یونسی شهرستان بجستان در استان خراسان رضوی ایران است.

## جمعیت
این روستا در دهستان یونسی قرار داشته و براساس سرشماری مرکز آمار ایران در سال ۱۳۹۰، جمعیت آن ۵۶ نفر (۱۸ خانوار) بوده‌است.